# Regard des Religieux de Saint-Martin-des-Champs
La regard des Religieux de Saint-Martin-des-Champs est un regard, un ouvrage permettant l'accès à une canalisation, situé dans le 20e arrondissement de Paris, en France.

## Localisation
Le regard est situé sous la chaussée de la rue de la Mare, au niveau du no 56 à l'intersection avec la rue de Savies, dans le 20e arrondissement de Paris. Il est situé sur les pentes de la colline de Belleville.

## Histoire
Le regard est bâti lors de la construction de l'aqueduc de Belleville.
L'édifice est classé au titre des monuments historiques en 2006, dans le cadre de la protection des eaux de Belleville.